# Залазнинське сільське поселення
Залазни́нське сільське поселення (рос. Залазнинское сельское поселение) — адміністративна одиниця у складі Омутнінського району Кіровської області Росії. Адміністративний центр поселення — село Залазна.

## Історія
Станом на 2002 рік на території сучасного поселення існували такі адміністративні одиниці:
- Загарський сільський округ (присілки Аникінці, Загар'є, Ренево, Тіменки)
- Залазнинський сільський округ (село Залазна, селища Білоріцьк, Сєверний, присілки Великі Камерлята, Ворони, Єфимовці, Платоновці, Спірінці, Хробисти, Шумайлово, Шумайловці)

Поселення було утворене згідно із законом Кіровської області від 7 грудня 2004 року № 284-ЗО у рамках муніципальної реформи шляхом об'єднання Загарського та Залазнинського сільських округів.

## Населення
Населення поселення становить 1246 осіб (2017; 1285 у 2016, 1322 у 2015, 1344 у 2014, 1421 у 2013, 1509 у 2012, 1602 у 2010, 2192 у 2002).

## Склад
До складу поселення входять 15 населених пункти:
| Населений пункт            | Населення, осіб (2002) | Населення, осіб (2010) |
| -------------------------- | ---------------------- | ---------------------- |
| Аникінці, присілок         | 13                     | 5                      |
| Білоріцьк, селище          | 725                    | 617                    |
| Великі Камерлята, присілок | 3                      | 0                      |
| Ворони, присілок           | 52                     | 0                      |
| Єфимовці, присілок         | 1                      | 1                      |
| Загар'є, присілок          | 156                    | 42                     |
| Залазна, село              | 1080                   | 913                    |
| Платоновці, присілок       | 5                      | 5                      |
| Ренево, присілок           | 25                     | 3                      |
| Сєверний, селище           | 91                     | 2                      |
| Спірінці, присілок         | 1                      | 0                      |
| Тіменки, присілок          | 5                      | 0                      |
| Хробисти, присілок         | 9                      | 3                      |
| Шумайлово, присілок        | 23                     | 11                     |
| Шумайловці, присілок       | 0                      | 0                      |